# Baguet de Rubió
El Baguet de Rubió és una petita obaga del terme municipal de Monistrol de Calders, al Moianès.
Està situada a prop de l'extrem nord-est del terme municipal, al nord de la masia de Rubió, a l'esquerra del torrent de Vall-llosera.